# Telenet Mobile
Telenet Mobile is een MVNO (Mobile Virtual Network Operator) die gebruikmaakt van het netwerk van Base. In tegenstelling tot Proximus, Orange en Base heeft Telenet Mobile geen eigen zendmasten.

## Geschiedenis
Het mobiele netwerk werd gelanceerd als antwoord op de stijgende vraag naar een mobiele oplossing bij Telenet enerzijds, maar anderzijds was de nakende integratie van Proximus in Belgacom zeker een factor die heeft meegespeeld. Het startschot werd gegeven in juli 2006.
In april 2015 maakte Telenet bekend dat het Base Company, het bedrijf achter Base, zou overnemen van het Nederlandse moederbedrijf Koninklijke KPN N.V. voor een prijs van 1,325 miljard euro.
In 2018, na de overname van Base door Telenet, zullen Telenet Mobile-klanten worden gemigreerd van het Orange-netwerk naar het Base netwerk. 